# Đội tuyển Davis Cup Oman
Đội tuyển Davis Cup Oman đại diện Oman ở giải đấu quần vợt Davis Cup và được quản lý bởi Hiệp hội quần vợt Oman. Đội lần đầu tiên tham gia Davis Cup vào năm 1994.
Oman hiện tại thi đấu ở Nhóm IV khu vực châu Á/Thái Bình Dương.

## Đội hình hiện tại
- Mohammed Al Nabhani
- Abdullah Al Barwani
- Younis Al Rawahi
- Muneer Al Rawahi